# Gabriel Macht
Gabriel S. Macht (* 22. ledna 1972 New York) je americký herec. Mezi jeho nejznámější role patří Spirit ve stejnojmenném filmu a později Harvey Specter v televizním seriálu Kravaťáci.

## Osobní život
Narodil se v Bronxu v New Yorku jako syn muzejní archivářky Suzanny Victorie Pulier a herce Stephena Macha. Má tři sourozence, Jesseho, který je hudebníkem a objevil se i v americké reality show The Next Great American Band, dále Ari Serbin a Julii. Rodina se přestěhovala do Kalifornie, když bylo Gabrielovi pět let. Po střední škole navštěvoval Carnegie Mellon College of Fine Arts, kde absolvoval v roce 1994. Během času stráveného na Carnegie Mellon byl členem bratrstva Delta Upsilon.
V roce 2004 si vzal australskou herečku Jacindu Barrett. Jejich první dítě, dcera Satine Anais Geraldine Macht, se narodila dne 20. srpna 2007 v Los Angeles.
Po dobu téměř 20 let se přátelí se svou kolegyní z Kravaťáků, Sarah Rafferty a během doby natáčení seriálu v Torontu spolu i bydleli v jednom domě.
Pochází ze židovské rodiny.
Macht je vegetarián a prosazuje ekologicky šetrný způsob života.

## Kariéra
Byl nominovaný na cenu pro nejlepšího mladého herce v celovečerním filmu, poté co si zahrál svou první filmovou roli ve věku osmi let ve snímku Why Would I Lie? pod uměleckým jménem Gabriel Swann. Objevil se v mnoha filmech a televizních rolích včetně Píseň lásky samotářky, Vdáš se, a basta!, Test a Archangel. Pro film Za nepřátelskou linií strávil týden na moři, kde natáčel na letové palubě, chodbách a hangáru USS Carl Vinson. Ztvárnil titulní roli ve filmové adaptaci komiksu Spirit.
V červenci 2010 bylo oznámeno, že podepsal smlouvu na účinkování v seriálu Kravaťáci. Dne 11. srpna 2011 získal seriál druhou sérii. Dne 12. října 2012 společnost USA Network objednala třetí řadu seriálu, opět skládající se ze šestnácti epizod.

## Filmografie

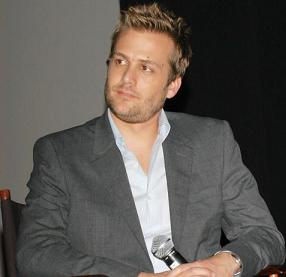
Macht v červnu 2004

| Rok  | Název                                                  | Role                                | Poznámky                                                                                                   |
| ---- | ------------------------------------------------------ | ----------------------------------- | --- |
| 1980 | Why Would I Lie?                                       | Jorge                               | Uveden jako Gabriel Swann Nominován – Young Artist Awards za nejlepšího mladého herce v celovečerním filmu |
| 1998 | Objekt mé touhy                                        | Steve Casillo                       | |
| 1998 | The Adventures of Sebastian Cole                       | Troy                                | |
| 1999 | Neodolatelná                                           | Charlie                             | |
| 2000 | The Bookie's Lament                                    | Mickey                              | |
| 2000 | 101 Ways (The Things a Girl Will Do to Keep Her Volvo) | Dirk                                | |
| 2000 | Příběh Audrey Hepburnové                               | William Holden                      | |
| 2001 | Psanci Ameriky                                         | Frank James                         | |
| 2001 | Za nepřátelskou linií                                  | Naval Aviator Lt. Jeremy Stackhouse | |
| 2002 | Česká spojka                                           | Officer Seale                       | |
| 2003 | Test                                                   | Zack                                | |
| 2003 | Grand Theft Parsons                                    | Gram Parsons                        | |
| 2004 | Píseň lásky samotářky                                  | Lawson Pines                        | |
| 2006 | Kauza CIA                                              | John Russell Jr.                    | Cena Berlínského mezinárodního filmového festivalu pro vynikající umělecký příspěvek                       |
| 2007 | Vdáš se, a basta!                                      | Johnny Dresden                      | |
| 2008 | Spirit                                                 | Denny Colt/The Spirit               | |
| 2009 | Bílá smrt                                              | Robert Pryce                        | |
| 2009 | One Way to Valhalla                                    | Bo Durant                           | |
| 2010 | Prostředníci                                           | Buck Dolby                          | |
| 2010 | Láska a jiné závislosti                                | Trey Hannigan                       | |
| 2011 | S.W.A.T.: Pod palbou                                   | Paul Cutler                         | |
| 2011 | A Bag of Hammers                                       | Wyatt                               | |

### Televize
| Rok       | Název                    | Role             | Poznámky                          |
| --------- | ------------------------ | ---------------- | --------------------------------- |
| 1991      | Beverly Hills 90210      | Tal Weaver       | Epizoda: "Leading from the Heart" |
| 1995      | Útěk ze zajetí           | Johnny Draper    | TV film                           |
| 1997      | Všichni starostovi muži  | The Naked Guy    | Epizoda: "Snowbound"              |
| 1998      | Sex ve městě             | Barkley          | Epizoda: "Models and Mortals"     |
| 1999      | Wasteland                | Luke             | Epizoda: "Best Laid Plans"        |
| 2000      | Příběh Audrey Hepburnové | William Holden   | TV film                           |
| 2000      | Ti druzí                 | Dr. Mark Gabriel | 13 epizod                         |
| 2005      | Vražedná čísla           | Don Eppes        | Epizoda: "Unaired Pilot"          |
| 2005      | Archangel                | R.J. O'Brian     | Minisérie                         |
| 2011—2019 | Kravaťáci                | Harvey Specter   | Hlavní role                       |